# 國立埔里高級工業職業學校
國立埔里高級工業職業學校，簡稱埔里高工，成立於1953年9月，是一所位於南投縣埔里鎮的技術型高級中等學校。該校有機械科、電機科、化工科、建築科、資訊科、微電科、電繪科及體育科。

## 沿革

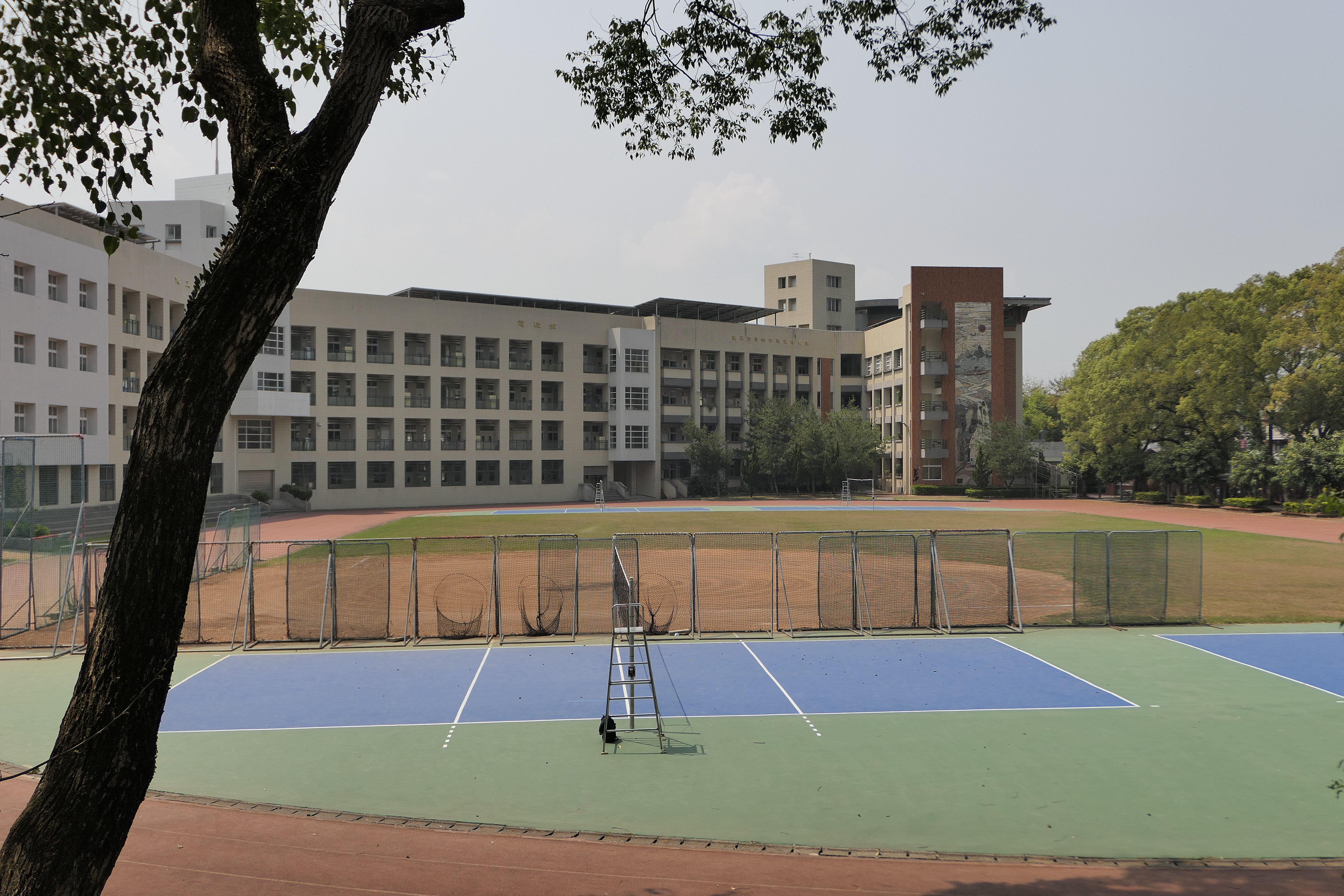
埔里高工系校園

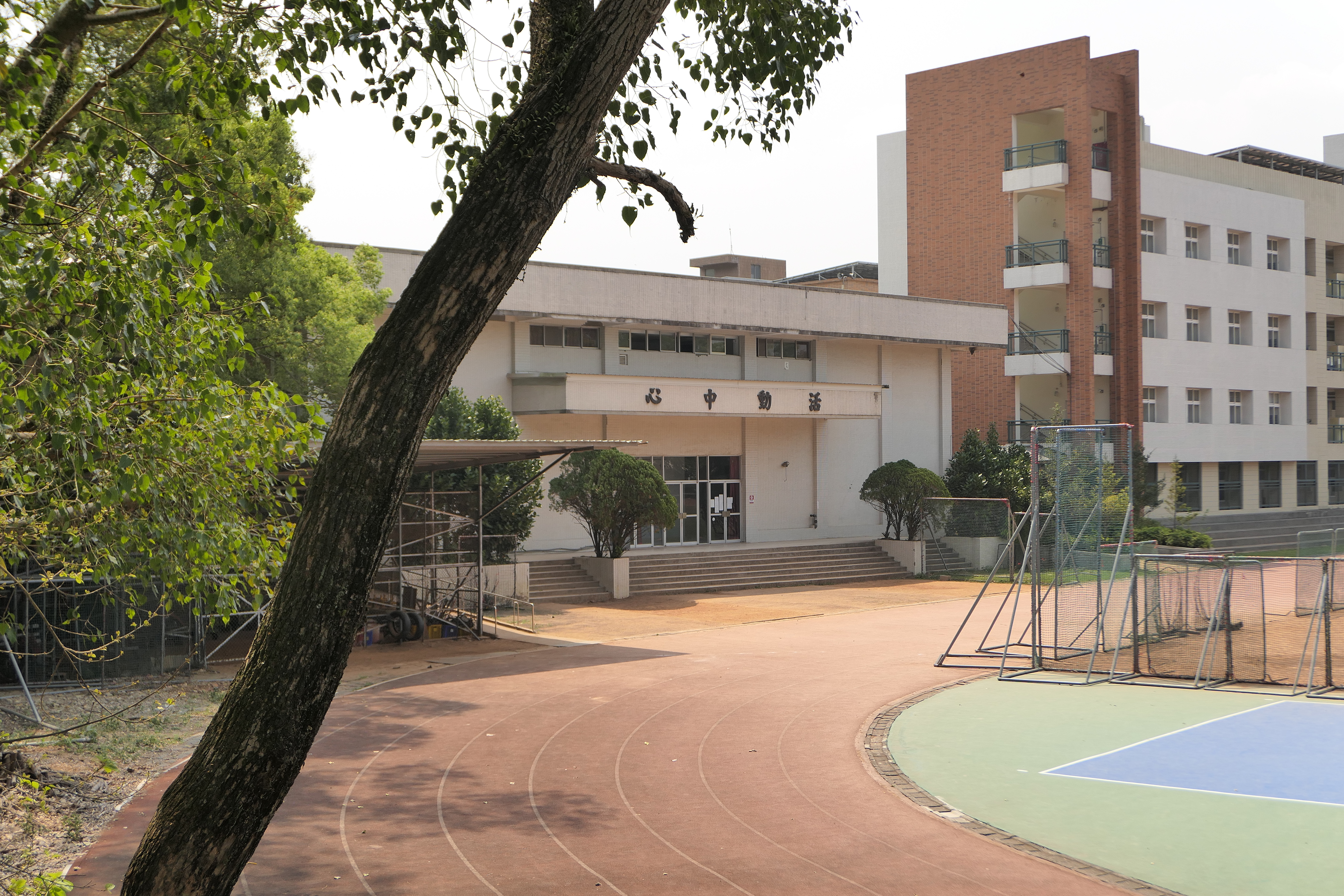
埔里高工活動中心

- 1953年9月：南投縣立埔里初級農業職業學校成立。
- 1958年8月：改設為五年制農校。
- 1968年8月：改制為臺灣省立埔里高級農業職業學校。
- 1969年：增設技藝訓練中心。
- 1970年8月：增設機工科和電工科，並改制為臺灣省立埔里農工職業學校。
- 1971年8月：增設化工科。
- 1974年6月：增設建築製圖科，改制為臺灣省立埔里高級工業職業學校。
- 1987年6月：建築製圖科改為建築科。
- 1993年8月：增設國中技藝班。
- 1994年8月：增設實用技能班。
- 1997年2月：增設實用技能班春季班。
- 1998年2月：實用技能班春季班停辦。
- 1999年8月：機工科改為機械科，電工科改為電機科，同時機械科減招一班，改增資訊科一班及體育實驗班。
- 2000年2月1日：因臺灣省政府功能業務與組織調整（即精省），全國省立高中職劃為國立，「省立埔里高級工業職業學校」改制為「國立埔里高級工業職業學校」[3]。

## 教學單位
- 機械科
- 電機科
- 資訊科
- 微電科（實用技能班）
- 建築科
- 電繪科（實用技能班）
- 化工科
- 餐服科

## 校訓
- 精、誠、勤、樸。

## 外部連結
- 國立埔里高級工業職業學校（页面存档备份，存于）
- 埔里高工粉專
- 埔里高工資訊科粉專 （页面存档备份，存于）
- 埔里高工電機科粉專 （页面存档备份，存于）
- 埔里高工建築科粉專 （页面存档备份，存于）